# Simon Cowell
Simon Philip Cowell (født 7. oktober 1959 i Lambeth, London) er en engelsk talentspejder og artistudvikler for pladeselskabet Sony BMG i London.
Han er søn af Eric og Julie Cowell. Faderen var topchef hos pladeselskabet EMI og moderen var danserinde. 
Cowell slutttede skolen som femtenårig, hvorefter han startede som postbud i faderens pladeselskab, hvorfra han meget hurtig avancerede til pladeproducer. 
I første halvdel af firserne havde han sit eget pladeselskab og opfandt popnavne som Westlife, Curiosity Killed the Cat, opera-boybandet Il Divo og udgav en Teletubbies-plade. 
I 2001 sagde han ja til at være dommer i tv-sangkonkurrencen Pop Idol i England. Det var det første program af sin slags, hvor seerne var med til at stemme om, hvem der skulle vinde. 
Cowell er hovedmanden bag to engelske TV programmer the X Factor, og Britain’s Got Talent– programmet, hvori opera-telefonsælgeren Paul Potts og Susan Boyle blev kendt. 
Han er bedst kendt som dommer i American Idol, der er det mest sete show i USA med 35 millioner seere per episode.
Fra 2008 har Simon Cowell kontrakt med pladeselskabet Sony BMG i London, hvor han er talentspejder. Cowell stoppede som dommer i ’American Idol’ i 2010 ved kontraktudløb for at koncentrere sig om den amerikanske udgave af The X Factor. 